# 藥師丸博子
藥師丸博子（日语：／ Yakushimaru Hiroko，1964年6月9日—），日本演員、歌手。出身於東京都港區北青山的藥師丸是1980年代早期出道的知名偶像，並一直持續在演藝圈中活躍。她的本名藥師丸博子與藝名的日語念法相同，但在日文中其本名使用日本漢字，藝字是則是使用平假名的。

## 經歴
1964年6月9日，藥師丸博子生於東京都澀谷區廣尾日本紅十字會醫療中心，她曾就讀港區立青山小學、港區立青山中學、東京都立八潮高等學校, 最後在玉川大學文學部英美文學科畢業。父親是靈友會幹部。1978年、參加角川映画中長井頼子這個角色的徵選會，在此電影中與高倉健共同演出而出道。之後，演出許多角川映画的電影，如《戰國自衛隊》《水手服與機關槍》等等。1981年，主演《水手服與機關槍》，自己演唱主題曲而大受歡迎。
1982年，到達人氣的頂點，年度偶像寫真照銷售數達到首位。她以具有透明感的歌聲展開了有活力的歌手活動，《水手服與機關槍》、《探偵物語》等歌曲大受歡迎。1991年，與玉置浩二結婚。1998年離婚。2006年，因電影《永遠的三丁目的夕陽》獲得日本奧斯卡獎最佳女配角獎。

## 演出作品

### 電影
註：標有※符號表示擔任主題曲演唱
- 野性的證明 （1978年10月7日、日本ヘラルド映画、東映） - 出道作品。
- 戰國自衛隊 （1979年12月15日、東寶） - 演出像小孩般的武士，只有一個鏡頭。
- 飛翔的情侶（翔んだカップル） （1980年7月26日、東寶） 飾 山葉圭
- （1981年7月11日、東寶） 飾 三田村由香
- 水手服與機關槍 （1981年12月19日、東映） 飾 星泉 ※主題曲「水手服與機關槍（日语：セーラー服と機関銃 (曲)）」
  - 水手服與機關槍 完整版 （1982年、東映）
- （1982年、東映、1979年のテレビドラマをキネコ処理し、與『水手服與機關槍 完整版』一併播映）
- 探偵物語（1983年、東映） 飾 新井直美 ※主題曲「探偵物語」
- 里見八犬傳（1983年12月10日、東映） 飾 静姫
- （1984年7月14日、東映） 飾 小笠原しぶき ※主題曲「メイン・テーマ」
- W的悲劇 （1984年12月15日、東映） 飾 三田静香 ※主題曲「Woman "Wの悲劇"より」
- （1985年12月14日、東映） 飾 有栖川珠子 ※主題曲「ステキな恋の忘れ方」
- （1986年4月26日、東寶） 飾 ウエイトレス（嘉賓演出，劇中為咖啡廳店員，只有一個鏡頭）
- 紳士同盟（是日本小説家小林信彥（日语：小林信彦）的小說（1980年）改編成的電影版，與漫畫紳士同盟不同） （1986年12月13日、東映） 飾 樹里野悦子　※主題歌「紳士同盟」
- Downtown Heroes（ダウンタウン・ヒーローズ） （1988年8月6日、松竹） 飾 中原房子 ※印象曲「時代（日语：時代 (中島みゆきの曲)）」
- READY! LADY（1989年、アルゴ・プロジェクト） 飾 高橋亮子 ※主題曲「Windy Boy」
- （1990年4月7日、東映） 飾 吉川みどり
- （1990年7月21日、東寶） 飾 平島直子
- （1992年10月24日、日本ヘラルド映画） 飾 岸田笑子
- （1993年、東寶） 飾 五十嵐梢
- （1997年、東寶） 飾 日置陽子（教諭）
- 木更津貓眼 日本篇（2003年11月1日、Asmik Ace） 飾 美礼先生（浅田美礼）
- 湖邊兇殺案 （2005年1月22日、東寶） 飾 並木美菜子
- 鐵人28號（日语：鉄人28号 (映画)）（2005年3月19日、松竹） 飾 金田陽子（友情演出）
- （2005年5月28日、松竹） 飾 お萩の局
- 永遠的三丁目的夕陽（2005年11月5日、東寶） 飾 鈴木トモエ
- （2006年1月21日） 飾 峰岸麻理
- 木更津貓眼 世界篇（2006年10月28日、Asmik Ace） 飾 美礼先生（浅田美礼）
- （2006年11月25日、東映） 飾 飯田美子
- （2007年2月10日、東寶）  飾 田中真理子
- 永遠的三丁目的夕陽2（2007年11月3日、東寶） 飾 鈴木トモエ
- 眼鏡（日语：めがね (映画)）（2007年9月22日、日活 ※1シーンの出演） 飾 森下
- 歌魂♪（日语：うた魂♪）（2008年4月5日、日活） 飾 瀬沼裕子
- 天堂之門（日语：ヘブンズ・ドア (2009年の映画)）（2009年2月7日、Asmik Ace） 飾 春海の母・鞠子
- 這次是愛妻家（日语：今度は愛妻家）（2010年1月16日、東映） 飾 北見さくら
- 花水木：依然想著你（2010年8月21日、東寶） 飾 平沢良子
- 秋田犬蓬夫（2011年3月5日、東映） 飾 菊谷セツ子 ※主題歌「僕の宝物」
- 永遠的三丁目的夕陽 64年（2012年1月21日、東寶） 飾 鈴木トモエ
- DESTINY 鎌倉物語（日语：鎌倉ものがたり）（2017年12月9日、東寶） 飾 小料理屋「静」女将
- 跨越8年的新娘（2017年12月16日、松竹） 飾 中原初美
- 在咖啡冷掉之前（2018年9月21日、東寶） 飾 高竹佳代
- 黑色校規（日语：ブラック校則 (映画)）（2019年11月1日、松竹） 飾 掃除婦・ヴァージニア・ウルフ
- 藍色時期（2024年8月9日、日本華納兄弟）飾 佐伯昌子

### 動畫電影
- 奔向地球（地球（テラ）へ…）（1980年4月26日、東映） 聲演 喬耶·瑪卡
- （2015年7月4日、Aeon Entertainment） 聲演 ラティーファ

### 電視連續劇
- 敵か? 味方か? 3対3（1978年5月25日 - 7月6日、朝日電視台・ナショナルゴールデン劇場） 飾 飯島夏子
- 装いの街 （1979年1月21日、TBS・東芝日曜劇場、1982年與「水手服與機關槍・完整版」一同放映於劇場公開） 飾 加代子
- ミセスシンデレラ（1997年4月17日 - 6月26日、富士電視台・木曜劇場） 飾 香山みずほ
- 熱の島で〜ヒートアイランド東京〜（1997年11月29日、NHK総合） 飾 琴子
- サンタはあなたの味方です（1998年12月23日、NHK-BS2） 飾 サンタクロース
- バカヤロー！1999 ニッポン人の怒り爆裂 ストレス解消3連発（1999年、日本電視台） - オムニバス構成「小銭がない」主演・小銭の持ち合わせがない子持ち主婦 役
- 戀愛中毒（2000年1月20日 - 3月16日、朝日電視台・木曜電視劇） 飾 水無月美雨
- アフリカポレポレ（2000年5月13日 - 5月27日、NHK 土曜特集） 飾 菜穂子
- コウノトリなぜ紅い（2001年11月27日、NHK・ハイビジョンサスペンス） 飾 美山史子
- 木更津貓眼（2002年1月18日 - 3月15日、TBS） 飾 美礼先生（浅田美礼）
- 香港明星迷（2002年9月4日、東京電視台、鄭伊健嘉賓演出） 飾 工藤里美
- ママの遺伝子（2002年10月11日 - 12月13日、TBS・金曜電視劇） 飾 藤木七海
- 醫界風雲特別篇 ～涙のがん病棟編～（2004年1月3日、TBS） 飾 辻本良枝
- にんげんだもの〜相田みつを物語〜（2004年12月11日、朝日電視台・朝日電視台開局45周年記念） 飾 相田千江
- 虎與龍「第6話　明烏の回」（2005年5月20日、TBS） 飾 白石克子
- 一公升的眼淚（2005年10月11日 - 12月20日、富士電視台） 飾 池内潮香 
  - 一公升的眼淚 特別編〜追憶〜（2007年4月5日、富士電視台）
- ウメ子（2005年12月5日、TBS 特別連續劇） 飾 河合桃子
- 白虎隊（2007年1月6・7日、朝日電視台） 飾 酒井しげ
- パパの涙で子は育つ（2007年6月15日、富士電視台） 飾 川村ふみか
- 愛馬物語（2008年5月3日、富士電視台） 飾 野添幸子
- 無家可歸的中學生（日语：ホームレス中学生）（2008年7月12日、富士電視台） 飾 田村恵子
  - 無家可歸的中學生2（2009年4月12日、富士電視台）
- 千の風になって ドラマスペシャル「なでしこ隊〜少女達だけが見た特攻隊・封印された23日間〜」（2008年9月20日、富士電視台） 飾 鳥濱トメ
- あるがままの君でいて（2008年11月24日、TBS） 飾 榎本由香
- さくら道（2009年3月17日、日本電視台） 飾 佐藤光代
- 戦場のメロディ（2009年9月12日、富士電視台） 飾 渡辺はま子
- 自戀刑警（うぬぼれ刑事）「第5話」（2010年8月6日、TBS） 飾 前原信子
- 外科医 須磨久善（2010年9月5日、朝日電視台） 飾 須磨千代子
- Q10（2010年10月-12月、日本電視台） 飾 柳栗子
- 全開女孩（2011年7月11日 - 9月19日、富士電視台） 飾 桜川昇子
- 世の中を忘れたやうな蚊帳の中（2011年11月12日、NHK-BSプレミアム） - 木皿泉脚本
- 妻が夫をおくるとき（2012年7月23日、TBS） 飾 石井ふく子
- 車イスで僕は空を飛ぶ（2012年8月25日、日本電視台） 飾 長谷部はる子
- 泣くな、はらちゃん（2013年1月 - 3月、日本電視台） 飾 矢口百合子
- 連續電視小說 （NHK）
  - 小海女（2013年6月 - 9月） 飾 鈴鹿博美
  - 歡呼（2020年4月 - 11月[注 1]） 飾 關内光子
- こうのとりのゆりかご〜「赤ちゃんポスト」の6年間と救われた92の命の未来〜（2013年11月25日、TBS） 飾 安田裕美子
- 即使弱小也能取勝～青志老師跟技術拙劣的高中球員的野心～（弱くても勝てます〜青志先生とへっぽこ高校球児の野望〜）（2014年4月12日 - 6月21日、日本電視台） 飾 樽見楓
- おやじの背中 第5話（2014年8月10日、TBS） 飾 丸井弓子
- 根性青蛙（2015年7月11日－9月19日、日本電視台） 飾 男主角浩史母親
- 紅鱂魚（赤めだか）（2015年12月28日、TBS） - 旁白
- 富士家族（2016年1月2日、NHK綜合頻道） 飾 鷹子
  - 富士家族2017（2017年1月3日、NHK綜合頻道）
- 百合子さんの絵本 〜陸軍武官・小野寺夫婦の戦争〜（2016年7月30日、NHK綜合頻道） 飾 小野寺百合子
- UNNATURAL（2018年1月12日 - 3月16日、TBS） 飾 三澄夏代（特別演出）
- LIFE!スペシャル 忍べ!右左エ門（2018年12月19日、NHK綜合頻道） 飾 大家のたき
- NHK大河劇 韋駄天～東京奧運故事～（2019年、NHK） 飾 瑪麗
- 絆之踏板（日语：絆のペダル）（2019年8月24日、日本電視台） 飾 宮澤純子
- 但是，還保有熱情（2023年4月9日 - 、日本電視台） 飾 島貴子

### 其他電視節目
- 食彩王國（日语：食彩の王国）（2003年至今、朝日電視台）

### 廣播節目
- （日本放送電台、1984年6月9日）
- AMAZING STORY（J-WAVE）
- （TBS、2006年10月22日）

### 廣告
- NTT
- 固力果
- 花王
- 資生堂
- 東芝
- SUNTORY
- 角川文庫
- 可爾必思
- Technics
- 雪印乳業
- 本田技研工業

## 音樂

### 單曲
- 水手服與機關槍(1981年11月21日)※同名電影主題歌→同曲但歌詞不同的歌曲是由原作曲者來生孝夫（来生たかお）演唱。
作詞：來生悅子（日语：来生えつこ） 作曲：來生孝夫（日语：来生たかお） 編曲：星勝（日语：星勝）
- (1983年5月25日)※「探偵物語」同名電影主題歌、是TBS系片尾曲
作詞：松本隆（日语：松本隆） 作曲：大瀧詠一 編曲：井上鑑（日语：井上鑑）
- (1984年5月16日)※同名電影主題歌→同曲但歌詞不同的歌曲由作曲者南佳孝演唱。
作詞：松本隆 作曲：南佳孝（日语：南佳孝） 編曲：大村雅朗（日语：大村雅朗）
- (1984年10月24日)※電影主題歌
作詞：松本隆 作曲： 編曲：松任谷正隆（日语：松任谷正隆）
- (1985年7月3日) ※NTT廣告歌曲
作詞：松本隆 作曲：筒美京平 編曲：武部聰志（日语：武部聡志）
- (1985年9月6日) ※12inch Single
作詞：松本隆 作曲：筒美京平 編曲：新川博
- (1985年11月1日)※東芝電視CM曲　電影主題歌
作詞作曲：井上陽水 編曲：
- (1986年10月19日)
作詞：松本隆 作曲：佐藤健 編曲：船山基紀
- 紳士同盟(1986年11月24日)※同名電影主題歌
作詞：阿木燿子 作曲：宇崎龍童 編曲：
- (1987年10月10日)
作詞：伊達歩 作曲：玉置浩二 編曲：萩田光雄
- 終楽章(1988年3月30日)
作詞作曲：竹內瑪莉亞 編曲：新川博
- 時代(1988年7月29日)※電影「
作詞作曲：中島美雪 編曲：船山基紀
- (1989年1月25日)※日本電視台系主題歌
作詞： 作曲：来生たかお 編曲：
- Windy Boy(1989年10月4日)　電影「READY!LADY!」主題歌
作詞作曲：高見澤俊彦 編曲：江口信夫
- (1990年5月9日)
作詞：風堂美起 作曲：楠瀬誠志郎 編曲：萩田光男（萩田光雄）
音樂影帶由ZARD主唱坂井泉水出演(當時以本名蒲池幸子活動)，是坂井泉水作為ZARD出道前，拍攝的五部音樂影帶之一。
- (1991年1月30日)
作詞作曲：上田知華 編曲：清水信之
- (1997年6月21日)
作詞：阿久悠 作曲：玉置浩二 編曲：有賀啓雄
- (1997年12月3日)
作詞：阿久悠 作曲： 編曲：澤近泰輔
- (1998年4月21日)
作詞：藥師丸博子 作曲：池上智庸、佐孝康夫 編曲：佐孝康夫
- Love holic(2000年2月23日)
作詞：松本隆 作曲：宇德敬子 編曲：西平彰
- (2011年3月2日)
作詞：玉城千春 作曲：海田庄吾 編曲：井上鑑

### 專輯

#### 原創專輯
- 古今集(1984年2月14日)

收錄（竹內瑪莉亞作詞作曲），沒有發行單曲唱片，也是她的代表曲之一。
- 夢十話(1985年8月8日)
- (1986年6月9日)
- 星紀行(1987年7月6日)
- SINCERELY YOURS(1988年4月6日)
- LOVER'S CONCERTO(1989年2月15日)
- Heart's Delivery(1990年3月28日)
- PRIMAVERA(1991年3月13日)
- (1998年2月4日)
- (2018年5月9日)
- Tree(2024年1月24日)

#### 其他專輯
- （1987年12月25日、演唱會專輯）
- (1988年8月5日、精選輯)
- Love Collection(2000年4月19日、精選輯)
- (2002年11月20日、精選輯)
- 歌物語(2011年3月2日、精選輯)
- (2013年12月4日、翻唱專輯)
- Cinema Songs(2016年11月23日、翻唱專輯)
- (2017年6月21日、現場專輯)
- 薬師丸ひろ子 2019コンサート(2020年2月19日、現場專輯)
- 薬師丸ひろ子 2022コンサート(2023年3月22日、現場專輯)
- 薬師丸ひろ子 2023コンサート(2024年6月19日、現場專輯)

### 錄影帶
- ～(1987年)

## NHK紅白歌合戰出場紀錄
| 年份/屆數        | 出場 次數 | 曲目                | 出演 次序 | 對戰歌手 | 備註                           |
| ---------------- | --------- | ------------------- | --------- | -------- | ------------------------------ |
| 2013年（第64回） | ---       | 潮騒のメモリー      | ---       | ---      | 嘉賓歌手，與小泉今日子各別演繹 |
| 2014年（第65回） | 初        | 女人，由W的悲劇開始 | 21/25     | EXILE    |                                |
| 2021年（第72回） | 2         | 女人，由W的悲劇開始 | ---       | ---      | 時隔七年再次亮相。             |
| 2023年（第74回） | 3         | 水手服與機關槍      | ---       | ---      | 特別企劃                       |

## 獎項

### 電影獎項
- 1981年：第4回日本電影學院獎 話題賞（演員部門） - 《飛翔的情侶》
- 1981年：第2回橫濱電影節 最佳女主角 - 《飛翔的情侶》
- 1982年：第5回日本電影學院獎 話題賞（演員部門） - 《水手服與機關槍》
- 1985年：第8回日本電影學院獎 話題賞（演員部門） - 《W的悲劇》
- 1985年：第27回藍絲帶獎 最佳女主角 - 《W的悲劇》
- 1986年：第9屆日本電影學院獎 優秀主演女優獎 - 《W的悲劇》
- 1991年：第14屆日本電影學院獎 話題賞（演員部門） - 《タスマニア物語》、《病院へ行こう》
- 1992年：第7回高崎電影節（日语：高崎映画祭） 最優秀主演女優獎 - 《きらきらひかる》
- 2006年：第29回日本電影學院獎 最優秀助演女優獎 - 《永遠的三丁目的夕陽》
- 2006年：第48回藍絲帶獎 最佳女配角 - 《永遠的三丁目的夕陽》、《オペレッタ狸御殿》
- 2006年：第79回電影旬報十佳獎 最佳女配角 - 《永遠的三丁目的夕陽》、《オペレッタ狸御殿》、《湖邊兇殺案》、《鐵人28號》
- 2006年：第30回報知電影獎 最佳女配角 - 《永遠的三丁目的夕陽》
- 2006年：第18回日刊體育電影大獎 最佳女配角 - 《永遠的三丁目的夕陽》
- 2006年：第27回橫濱電影節 最佳女配角 - 《永遠的三丁目的夕陽》、《オペレッタ狸御殿》、《湖邊兇殺案》、《鐵人28號》
- 2008年：第31回日本電影學院獎 優秀助演女優獎 - 《永遠的三丁目的夕陽2》
- 2010年：第19回日本電影影評人大獎 最佳女主角 - 《這次是愛妻家》
- 2011年：第34回日本電影學院獎 優秀主演女優獎 - 《這次是愛妻家》
- 2018年：第41回日本電影學院獎 優秀助演女優獎 - 《跨越8年的新娘》

### 電視劇獎項
- 1997年：第13回日劇學院賞 最佳女主角 - 《現代灰姑娘》
- 1997年：第24回放送文化基金賞（日语：放送文化基金） 女優演技賞 - 《熱の島で〜ヒートアイランド東京〜》
- 2006年：第9回日刊體育日劇大賞 最佳女配角 - 《一公升的眼淚》
- 2006年：第2回TVnavi日劇年度大賞 最佳女配角 - 《一公升的眼淚》

### 音樂獎項
- 1982年：第15回日本唱片銷量大獎（日语：日本レコードセールス大賞） 女性新人賞[1]

### 其他獎項
- 1983年：第1回Golden Gross獎（日语：ゴールデングロス賞） 賺錢明星獎
- 1985年：第3回Golden Gross獎 賺錢明星獎
- 2014年：放送女性獎（日语：放送ウーマン賞）2013[2]
- 2023年：第78回每日電影獎 田中絹代獎[3]

## 其他
- 由小林隆男發現的小行星8940以其姓氏命名為「藥師丸」（Yakushimaru），其中數字8940在日語可以讀作「Ya-Ku-Shi-Maru」。[4]